# Jean-Baptiste François
Jean-Baptiste François, né le 6 février 1792 à Saint-Mihiel et mort le 16 septembre 1838 à Châlons-sur-Marne, est un pharmacien français du XIXe siècle à Châlons-en-Champagne, surtout connu pour ses inventions de « réduction François ».

## Biographie
Il est chimiste-pharmacien et membre de la Société d’agriculture de la Marne.

### La « réduction François »
En 1831, il publie un document qui décrit une méthode de contrôle de la teneur en sucre avant la seconde fermentation du vin de champagne dans les bouteilles.
Cela permet de déterminer exactement le dosage du mélange appelé liqueur de tirage à réaliser. Cette méthode est devenue connue sous le nom de « réduction François ». Jusqu'à cette date, 50 % et dans les cas extrêmes 80 % des bouteilles se brisaient à cause d'une pression excessive.